# Almas del silencio
Almas del silencio es el título del séptimo álbum de estudio, y quinto realizado en español, grabado por el artista puertorriqueño-estadounidense Ricky Martin. El álbum fue lanzado al mercado bajo los sellos discográficos Sony Discos y Columbia Records el 20 de mayo de 2003. Se trata del primer álbum en este idioma desde la publicación discográfica de Vuelve en el año 1998.

## Descripción
El álbum fue producido por Emilio Estefan, Jr., co-producido por Tommy Torres, Luis Fernando Ochoa, Juan Vicente Zambrano, George Noriega, Estéfano y Daniel López y cuenta con 13 canciones.
Recibió una nominación para el Premio Grammy Latino al Mejor Álbum Vocal Pop Masculino en la 5°. entrega de los Premios Grammy Latinos celebrada el miércoles 1 de septiembre de 2004. pero perdió contra No es lo mismo (2003) de Alejandro Sanz.

## Lista de canciones
| Almas del silencio |                                   |                                                                                      |                                      |          |  |
| N.º                | Título                            | Escritor(es)                                                                         | Productor (es)                       | Duración |  |
| 1.                 | «Jaleo» (Spanish)                 | Antonio Rayo "Rayito" · José Miguel Velásquez                                        | Tommy Torres                         | 3:43     |  |
| 2.                 | «Tal vez»                         | Franco De Vita                                                                       | Tommy Torres                         | 4:40     |  |
| 3.                 | «Jamás»                           | Emilio Estefan, Jr. · Tony Mardini · Alberto Gaitan · Ricardo Gaitán · Nicolás Tovar | Emilio Estefan, Jr.                  | 3:11     |  |
| 4.                 | «Si tú te vas»                    | Juanes                                                                               | Luis Fernando Ochoa                  | 4:22     |  |
| 5.                 | «Nadie más que tú»                | Daniel López · Tommy Torres · Ricky Martin · Raúl del Sol                            | Tommy Torres · Daniel López          | 4:21     |  |
| 6.                 | «Besos de fuego»                  | Yasmil Marrufo · Juan Vicente Zambrano                                               | Juan Vicente Zambrano · Daniel López | 4:25     |  |
| 7.                 | «Asignatura pendiente»            | Ricardo Arjona                                                                       | Tommy Torres                         | 3:57     |  |
| 8.                 | «Juramento»                       | Jon Secada · George Noriega · Daniel López                                           | George Noriega                       | 3:34     |  |
| 9.                 | «Y todo queda en nada»            | Estéfano · Julio C. Reyes                                                            | Estéfano                             | 4:37     |  |
| 10.                | «Si ya no estás aquí»             | Emilio Estefan, Jr. · Tony Mardini · Alberto Gaitán · Ricardo Gaitán · Nicolás Tovar | Emilio Estefan, Jr.                  | 3:05     |  |
| 11.                | «Raza de mil colores»             | Daniel López · Yasmil Marrufo · Juan Vicente Zambrano                                | Juan Vicente Zambrano · Daniel López | 3:35     |  |
| 12.                | «Las almas del silencio»          | Alejandro Sanz                                                                       | Tommy Torres                         | 3:31     |  |
| 13.                | «Jaleo (Spanglish)» (Bonus track) | Antonio Rayo "Rayito" · José Miguel Velásquez · Jodi Marr                            | Tommy Torres                         | 3:43     |  |
| 50:23              |                                   |                                                                                      |                                      |          |  |

© MMIII. Sony Music Entertainment (Holland). B.V.

## Sencillos
- 2003: «Tal vez» # 1 US Latin Charts
- 2003: «Jaleo»
- 2003: «Asignatura pendiente»
- 2003: «Juramento»
- 2003: «Besos de fuego»
- 2003: «Y todo queda en nada» # 1 US Latin Charts

## Certificaciones y ventas
| País     | Certificación | Ventas/compras |
| -------- | ------------- | -------------- |
| México   | Oro           | 75.000+        |
| Portugal | Plata         | 35.000+        |
| Suiza    | Oro           | 20.000+        |

## Posicionamiento en las listas
| Lista (2003)                    | Máxima posición |
| ------------------------------- | --------------- |
| U.S. Billboard 200              | 12              |
| U.S. Billboard Top Latin Albums | 1               |
| U.S. Billboard Latin Pop Albums | 1               |

### Sucesión y posicionamiento
| Predecesor: Tu amor o tu desprecio de Marco Antonio Solís | U.S. Billboard Top Latin Albums — Álbum N°. 1 7 de junio de 2003 - 18 de julio de 2003 | Sucesor: Herencia musical: 20 corridos inolvidables de Los Tigres Del Norte |

| Predecesor: Tu amor o tu desprecio de Marco Antonio Solís | U.S. Billboard Latin Pop Albums — Álbum N°. 1 7 de junio de 2003 - 29 de agosto de 2003 | Sucesor: Un día normal de Juanes |